# Izabella Polkowska
Izabella Janina Polkowska – polska weterynarz, dr hab., profesor i kierownik  Katedry i Kliniki Chirurgii Zwierząt Wydziału Medycyny Weterynaryjnej Uniwersytetu Przyrodniczego w Lublinie.

## Życiorys
2 grudnia 1999 obroniła pracę doktorską Badania nad etiologią i patogenezą zmian paradontopatycznych u psów, następnie otrzymała stopień doktora habilitowanego. 11 maja 2020 uzyskała tytuł profesora nauk rolniczych. Została zatrudniona na stanowisku profesora i kierownika w Katedrze i Klinice Chirurgii Zwierząt na Wydziale Medycyny Weterynaryjnej Uniwersytetu Przyrodniczego w Lublinie.
Jest członkiem zarządu Polskiego Towarzystwa Nauk Weterynaryjnych.